# Pirolohinolin hinon
Pirolohinolin hinon (PQQ) je redoks kofaktor kod bakterija . PQQ je prostetička grupa u metanolnoj dehidrogenazi metilotrofa, kao što je bakterijska vrsta Acetobacter.
Enzimi koji sadrže PQQ se nazivaju hinoproteini. Glukozna dehidrogenaza, jedan od hinoproteina, se koristi kao glukozni senzor. Utvrđeno je da PQQ stimuliše rast bakterija. Osim toga, on ima antioksidansno i neuroprotektivno dejstvo.
PQQ biosinteza kod bakterija počinje sa proteinskom biosintezom kojom se formira kratki peptid, PqqA, na ribozomu. Svi atomi u PQQ su izvedeni iz glutaminske kiseline i tirozina u PqqA, koji se povezuju posrestvom radikalnog SAM enzima PqqE.